# Alfred de Vigny
Alfred Victor de Vigny, född 27 mars 1797 i Loches, Indre-et-Loire, Touraine, död 17 september 1863 i Paris, var en fransk greve, romanförfattare, dramaförfattare och poet. de Vignys författarskap förs till romantiken, och till liv såväl som till sina verk blev han en sinnebild för den romantiske misantropen som resignerat inför livets omöjligheter. Som författare införde han den historiska romanen till Frankrike, och skrev liksom Runeberg om slagfältets vedermödor. Han var ledamot av Franska akademien.

## Biografi
Alfred de Vigny tillhörde en gammal aristokratisk officersfamilj. Fadern hade deltagit i Sjuårskriget, och modern, påverkad av Rosseau, tog själv hand om hans tidiga utbildning. Franska revolutionen förändrade familjens omständigheter. Napoleon I:s segrar och familjetraditionerna entusiasmerade honom för militärtjänsten, och när Ludvig XVIII av Frankrike blev kung blev de Vigny, 16 år gammal, 1814 underlöjtnant vid de röda gendarmerna, ett kompani för aristokrater, Maison du Roi. 
Men efter Napoleon var det slut med de stora krigen, och de Vigny förlorade snart allt hopp om att vinna ära på slagfälten. I stället blev litteraturen vad som upptog hans tankar, och 1822 utgav han en liten samling dikter, Poèmes, som inte ådrog sig någon uppmärksamhet. Vid samma tid skrev han sina båda mästerverk Moïse och Eloa, vilka liksom Le déluge först utgavs i Poèmes antiques et modernes (1826). I Poèmes antiques et modernes finns tydliga ansatser till att svara på teodicéproblemet.
1823 avtågade han med sitt regemente för att deltaga i Frankrikes invasion i Spanien, men placerades i reserven på pyreneiska gränsen och kom således inte heller denna gång i tillfälle att vinna några krigiska lagrar. För att trösta sig besjöng han Rolands död i den vackra dikten Le cor och skrev i Walter Scotts manér den historiska romanen Cinq-Mars ou une conjuration sous Louis XIII (1826), som hade storartad framgång. Den byggde på händelserna kring Henri Coiffier de Ruzé d'Effiat. Detta var den första historiska romanen i Frankrike, och påminner till innehållet om Fänrik Ståls sägner.
Trött på garnisonslivet, under vilket han befordrats till kapten, tog de Vigny 1828 avsked ur krigstjänsten och ingick samma år äktenskap med Lydia Bunbury, en engelska av förnäm familj och stor skönhet. Han hade strax förut varit förälskad i en Delphine Gay, som sedan gifte sig med tidningskungen Girardin och till vilken de Vigny 20 år senare adresserade den vackra dikten Páleur. Äktenskapet med Lydia blev inte direkt olyckligt, fast de Vigny var otrogen. 
Liksom de Vigny i sin lyrik är en av föregångarna till genombrottet för romantiken, så är han också en av de första som i dramat bryter med pseudoklassicitetens regler och ansluter sig till Shakespeare. 1829 spelades på Théàtre francais de Vignys översättning av Shakespeares Othello ou le more de Venice, numera föråldrad, men för sin tid utmärkande sig genom sin djärva, realistiska stil. Han översatte även andra verk av honom. Den följdes av originalstycket La Maréchale d'Ancre (uppförd på Odéon 1831), som behandlade ett historiskt ämne från 1600-talet med en för de Vigny karakteristisk fatalistisk uppfattning, och dramat Quitte pour la peur (uppförd 1833 på Parisoperan) i 1700-talets stil. 
Men sin största teatersuccé uppnådde han först med dramat Chatterton (uppförd 1835), baserad på Thomas Chattertons liv. Det ger uttryck för romantikens och särskilt de Vignys uppfattning av skalden som en oförstådd martyr. Framgången var oerhörd, och stycket framkallade en självmordsepidemi liksom "Werther" på sin tid. Ämnet hade de Vigny hämtat ur det arbete han kort förut utgett, Consultations du docleur Noir: Stello ou les dìables bleus (1832), en bok, halvt i Sternes, halvt i Didérots maner, full av bitterhet. I detta ögonblick överstrålade de Vignys rykte Victor Hugos, som endast långsamt trängde igenom, men detta förhållande förändrades snart, då de Vignys författarskap plötsligt tycktes upphöra. 
Med undantag för de tre vackra berättelserna Servitude et grandeur militaires (1835), Le mort du loup (1843) och några dikter, såsom Le mont des Oliriers och La Maison du berger, vilka med långa mellanrum blev synliga i "Revue des deux mondes", utgav de Vigny ingenting under de sista 29 åren av sitt liv. Hans forna romantiska vänner, såsom Victor Hugo och Sainte-Beuve, vilka vid hans första framträdande överhöljde honom med lovord, drog sig från honom. Den senare karakteriserade honom som en "skön ängel, vilken druckit ättika", men myntade också uttrycket Elfenbenstorn för de Vignys leverne på äldre dagar. 
I Franska akademien intogs de Vigny först 1846, och hans inträdestal, som utgjorde ett försvar för romantiken, blev hans sista offentliga handling. Han drog sig tillbaka från världen och levde de sista 25 åren av sitt liv i ensamhet på sitt gods. Möjligen hade denna frivilliga skilsmässa från världen framkallats av hans förhållande till den vackra och framstående aktrisen Marie Dorval som han lärt känna under repetitionerna på Chatterton i vilken hon spelade Kittys roll. Men de var alltför olika naturer. Marie Dorval tröttnade snart och bedrog honom med andra. Den stora smärta som denna kärlekshistoria beredde honom, inspirerade honom till den storslagna dikten La colère de Samson. Han försökte sig på en politisk karriär efter februarirevolutionen 1848, men misslyckades.
Hans växande pessimism, frukten av hans filosofiska betraktelser, bidrog även att försänka honom i en "helig ensamhet" på hans slott Charente, och därmed till liv och dikt ge uttryck för le mal du siècle. Hans misantropi innehöll inget av självömkan, utan var ett resultat av en rationellt betingad uppgivenhet inför naturens starkare krafter, ett slags soldatens underkastelse under naturlagarnas regering. De sista åren av hans liv förmörkades ytterligare av en svår cancer som han bar med stoiskt tålamod. 
Först efter hans död upptäckte man att under dessa tystnadens långa år hans tankar nått höjdpunkten av djup och mognad. Året efter hans död utkom hans mästerverk, Les Destinées (1864), och av hans dagbok, skriven under loppet av 40 år, utgav hans vän och testamentsexekutör Louis Ratisbonne korta fragment under titeln Journal d'un poète, som spred ljus över hans intimaste liv och i mycket gav en ny bild av skalden.

## Författarskap
de Vigny, så äkta romantiker han än är, skiljer sig dock i flera avseenden från sina samtida skaldebröder. Hans språk är enklare och renare, mera måttfullt, men saknar därför inte vare sig färg eller linjer. Men som konstnär är han ganska ojämn, och som versifikatör äger han inte Victor Hugos outtömliga ordrikedom och virtuositet. Därför når inte många av hans dikter fulländningen, men de utmärks genom tankarnas kraft och ett enkelt, högtidligt majestät, som erinrar om Bibelns uttryckssätt. 
I sina tidigare dikter står han Chénier nära och har sedan väsentligen influerats av Lord Byron. Han är den förste som fann formen för romantikens nya lyrik, tidigare än både Lamartine och Victor Hugo; och han är också den förste som i Frankrike skapat tankelyriken eller, som han själv säger i sina dikter, "satt i scen en filosofisk tanke under en episk eller dramatisk form", hans titel till Les Destinées var egentligen Poèmes philosophiques. Ingen har i fransk litteratur överträffat honom i djup eller klarhet i denna art av dikter. Hans tankar har större omfång och sammanhang än Hugos. 
Hans världsuppfattning är strängt pessimistisk, men inte längre personlig som Chateaubriands eller Byrons, utan den höjer sig till en allmänmänsklig världsbetraktelse som inte saknar beröringspunkter med Lucretius’. Det är geniets lott att leva oförstådd av en materialistisk värld, kvinnan är en Delila, naturen är likgiltig, och Gud är stum inför människornas sorger. Det högsta för människan är att bära sina lidanden med stoiskt tålamod och att hysa medlidande med sina likar. 
de Vigny påverkade Hugo under hans tidigare år och har inte varit utan inflytande på Alfred de Musset och Baudelaire. Under mitten av 1800-talet var han tämligen bortglömd, men blev sedan igen högt uppskattad och efterlämnade spår både i Parnasskolans (Sully-Prud-homme) och symbolismens diktning.